# Dendrobium clemensiae
Dendrobium clemensiae är en orkideart som beskrevs av Oakes Ames. Dendrobium clemensiae ingår i släktet Dendrobium, och familjen orkidéer. Inga underarter finns listade i Catalogue of Life.